# Commonwealthul Angliei
Commonwealthul Angliei (engleză Commonwealth of England) a fost guvernul republican ce a condus Regatul Angliei (ce cuprindea și Țara Galilor) și mai apoi Regatul Irlandei și al Scoției între 1649 și 1660. În urma Războiului civil și a executării regelui Carol I al Angliei forțele parlamentare au declarat înființarea Commonwealthului la data de 19 mai 1649. Între 1653 și 1659 guvernul este numit Protectorat și a fost o dictatură personală a lui Oliver Cromwell iar, la moartea acestuia, a fiului său Richard. Termenul Commonwealthul Angliei este totuși folosit pentru a descrie întreaga perioadă dintre 1649 și 1660, dar nu trebuie confundat cu Commonwealthul Națiunilor.
Înlăturarea și executarea regelui a avut ca efect transformarea Angliei dintr-o monarhie absolutistă în republică. Parlamentul și Consiliul de Stat au elaborat o serie de măsuri care vizau cucerirea unor teritorii (Scoția și Irlanda); apar așezăminte care vizau comerțul și navigația. În plan politic, Cromwell a dizolvat "Parlamentul cel Lung" (1653) și a promulgat instrumente de guvernare prin care se instituia în Anglia o dictatură militară numită protectorat.